# Tatra T3S
Tatra T3S – typ tramwaju, który powstał w wyniku modernizacji czechosłowackiego tramwaju Tatra T3.

## Historia
Kolejnym zmodernizowanym typem „te-trójki” stał się typ T3S. Dopravný podnik Bratislava postanowił zmodernizować dwa wozy typu T3 na podobieństwo tramwajów Tatra K2S powstałych w firmie Pars nova. Przebudowa miała miejsce w latach 1998–1999. Poza jedynymi 2 wozami nie zmodernizowano już żadnych egzemplarzy na typ T3S.

## Modernizacja
Główną zmianą była wymiana oryginalnego oporowego wyposażenia na nowy typ TV14 z tranzystorami IGBT. Kompletnie odremontowano pudło tramwaju, zmodernizowano wnętrze i kabinę motorniczego. Zainstalowano nowy przód i tył projektu Patrika Kotasa. Tramwaje otrzymały pantografy połówkowe. Dzięki remontowi przedłużono eksploatację tramwajów o 10–15 lat.

## Dostawy
Modernizacja na typ T3S przebiegała w latach 1998–1999.
| Państwo        | Miasto         | Typ            | Lata modernizacji | Liczba | Numery taborowe |       |
| -------------- | -------------- | -------------- | ----------------- | ------ | --------------- | ----- |
| Słowacja       | Bratysława     | T3S            | 1998–1999         | 2      | 7301–7302       | [ 1 ] |
| Łączna liczba: | Łączna liczba: | Łączna liczba: | Łączna liczba:    | 2      |                 |       |